# Puente ferroviario de Nueva Imperial
El puente ferroviario de Nueva Imperial es un puente ferroviario chileno ubicado sobre el Río Cholchol, en la ciudad de Nueva Imperial, en la Región de la Araucanía. 

## Historia
El puente ferroviario unía el Ramal Temuco-Carahue, pasando sobre el Río Cholchol y así enlazaba la capital regional con la costa de la región de la Araucanía. La construcción del puente favoreció el auge económico y comercial de la región, por el traslado de mercaderías y productos agrícolas, además de facilitar la conexión fluvial en la estación Carahue, cuando el río Imperial era navegable.

### La tragedia de Cholchol
Según Toledo (s.f, párr. 10), el puente original se construyó con “maderas nativas como el roble pellín, olivillo, aromo y canelo”, resaltando su valor ecológico y cultural gracias al proyecto del ingeniero Juan M. de la Fuente.
El 5 de agosto de 1902 se inauguró el puente con la presencia de las autoridades de la zona. Al ingresar la locomotora y sus carros sobre el puente, este no aguantó el peso de la máquina, derrumbándose estrepitosamente. En la llamada tragedia de Cholchol murieron el maquinista, el ingeniero junto a sus ayudantes y unos cuantos obreros.
Luego de la tragedia, el ferrocarril sólo llegó hasta Nueva Imperial hasta la redefinición del puente.

### El puente de metal
El nuevo puente fue encargado a la firma francesa Schneider y Creusot. El puente fue prearmado en Europa y enviado en barco a Talcahuano, siendo trasladado por tierra.
El actual proyecto fue construido con metal, según Consejo de Monumentos Nacionales (s.f.) “cuenta con un sistema constructivo de excepcional complejidad: una estructura metálica reticulada con uniones por medio de placas remachadas, los perfiles reticulados se componen de piezas como cabezales, montantes, cuerdas, travesaños, longuerinas, diagonales y contravientos, con cotas que tienen una longitud de 432,50 metros y una anchura de 5,42 metros, el cual le da un gran valor armónico en su estética. El uso de este sistema implicó una innovación tecnológica en nuestro país". 
Fue inaugurado en 1909, y se mantuvo activo hasta el año 2000, cuando dejó de funcionar el Ramal Temuco-Carahue.

## Actualidad
Debido a su ubicación en el área urbana de Nueva Imperial, además de su notable ingeniería metálica en su construcción, es reconocido como un elemento identificativo de la ciudad. 
Fue declarado Monumento Histórico Nacional por Decreto 2832 del 24 de septiembre de 2008.
Durante los últimos años, la Municipalidad de Nueva Imperial ha impulsado diversos proyectos enfocados en la puesta en valor del puente, entre estas se destaca la instalación del sistema de luminaria que ayuda a realzar sus contornos y espacios interiores. La iniciativa se inauguró el 10 de febrero de 2025, en una ceremonia pública que buscó “resaltar la belleza estructural del icónico viaducto Imperialino” (Municipalidad Nueva Imperial, 2025). La nueva iluminación se ha convertido en un símbolo de modernización, pero a la vez respetando el patrimonio, así logrando captar el interés de los habitantes y turistas por igual. 
Además de aportar valor estético, la luminaria permite una mejor percepción del puente como hecho cultural. Según El Informador Digital (2025), “La Municipalidad llamó a cuidar el patrimonio local”, destacando que la revitalización no sólo es física sino también simbólica. Esta revitalización moderna se integra de manera armónica con la estructura metálica, permitiendo que el puente se convierta en un referente de cómo es posible mantener viva la memoria de un pueblo sin dejar de avanzar y de esta manera la luminaria ha sido clave en la unión en relación de la comunidad con este espacio.

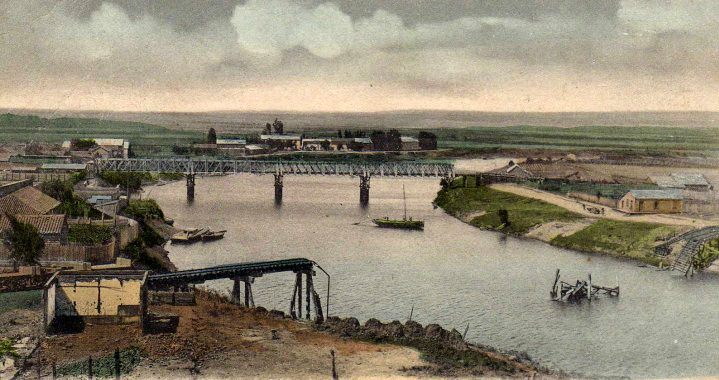
Puente carretero y puente del ferrocarril hundido circa 1905.
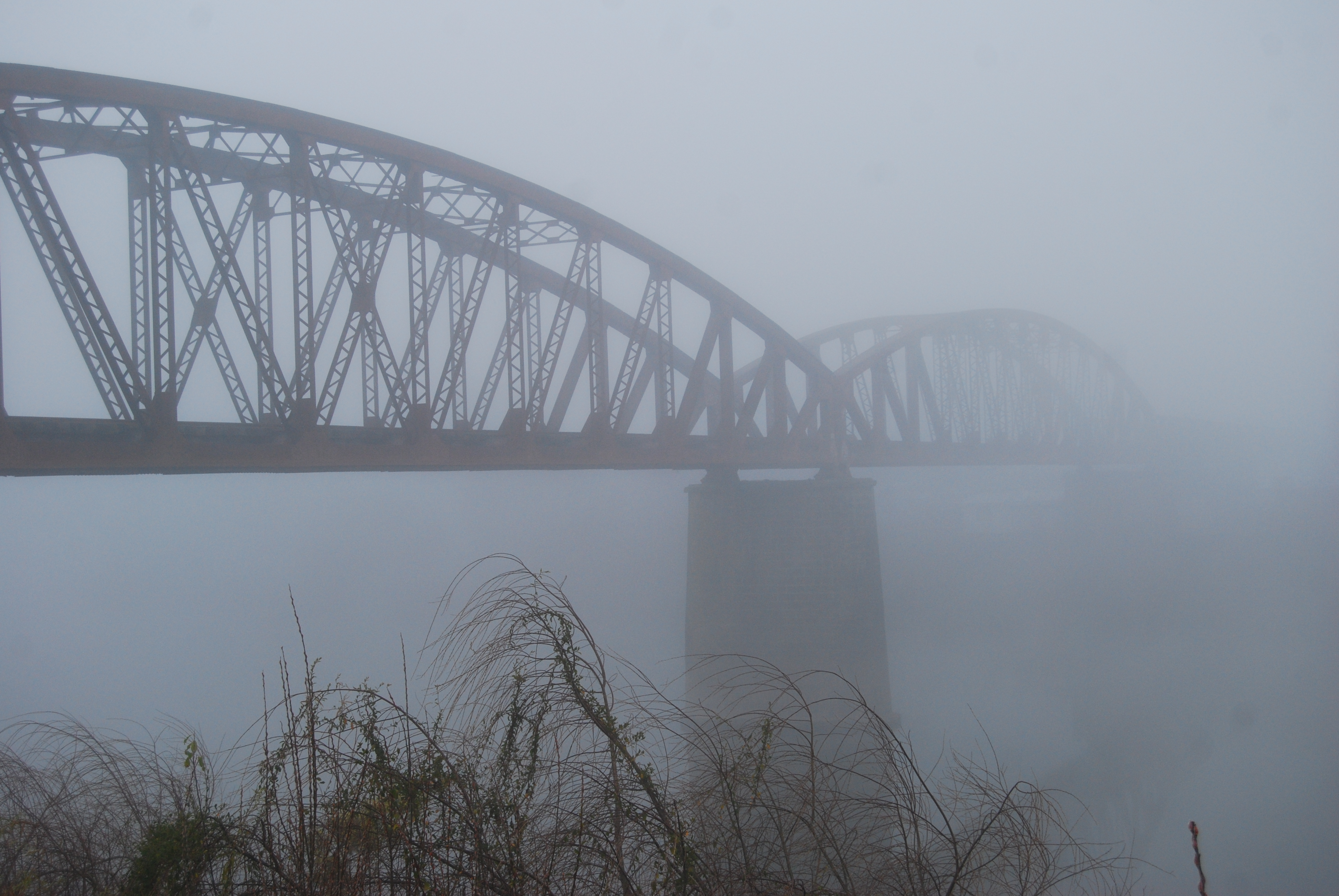
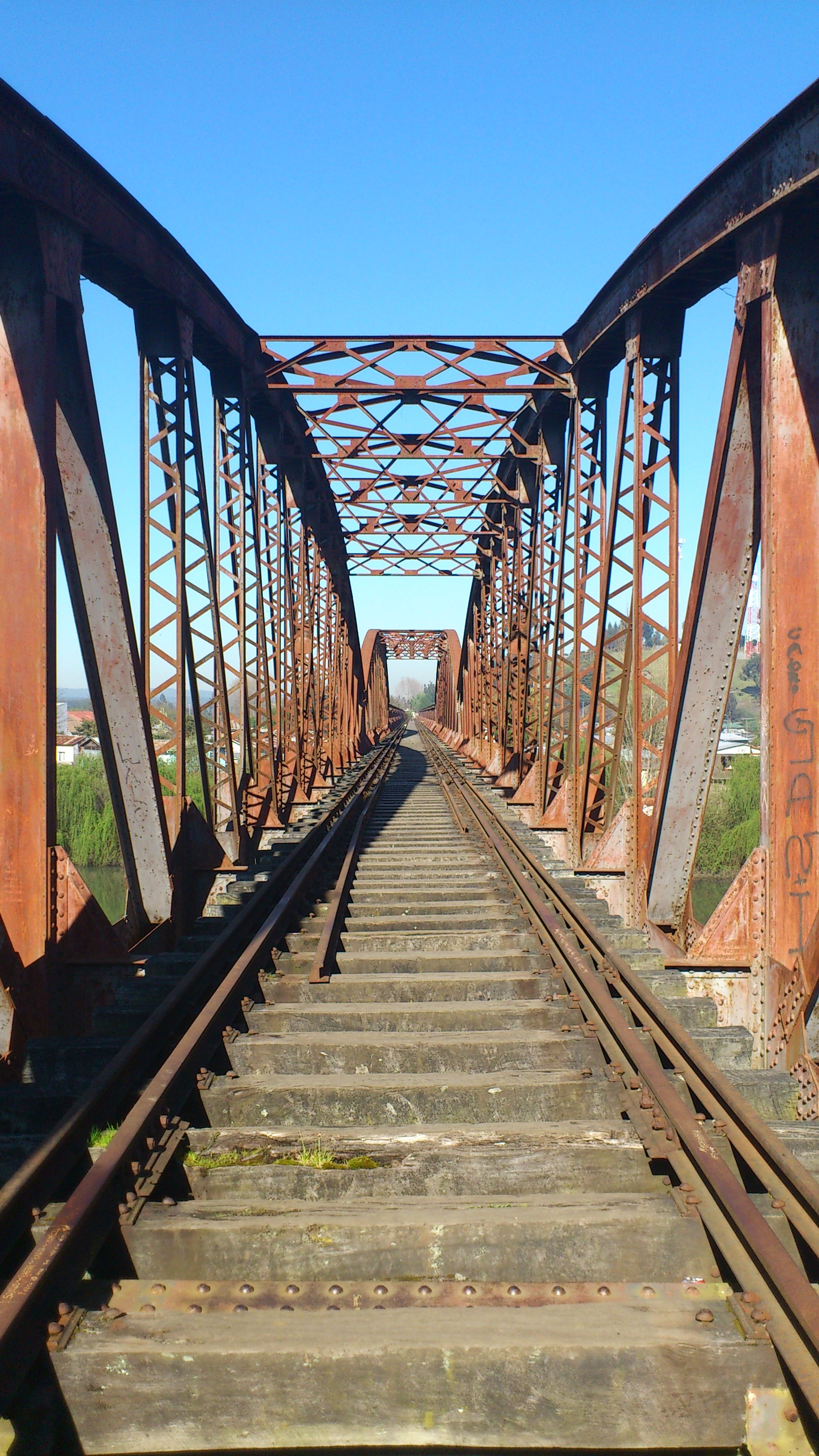
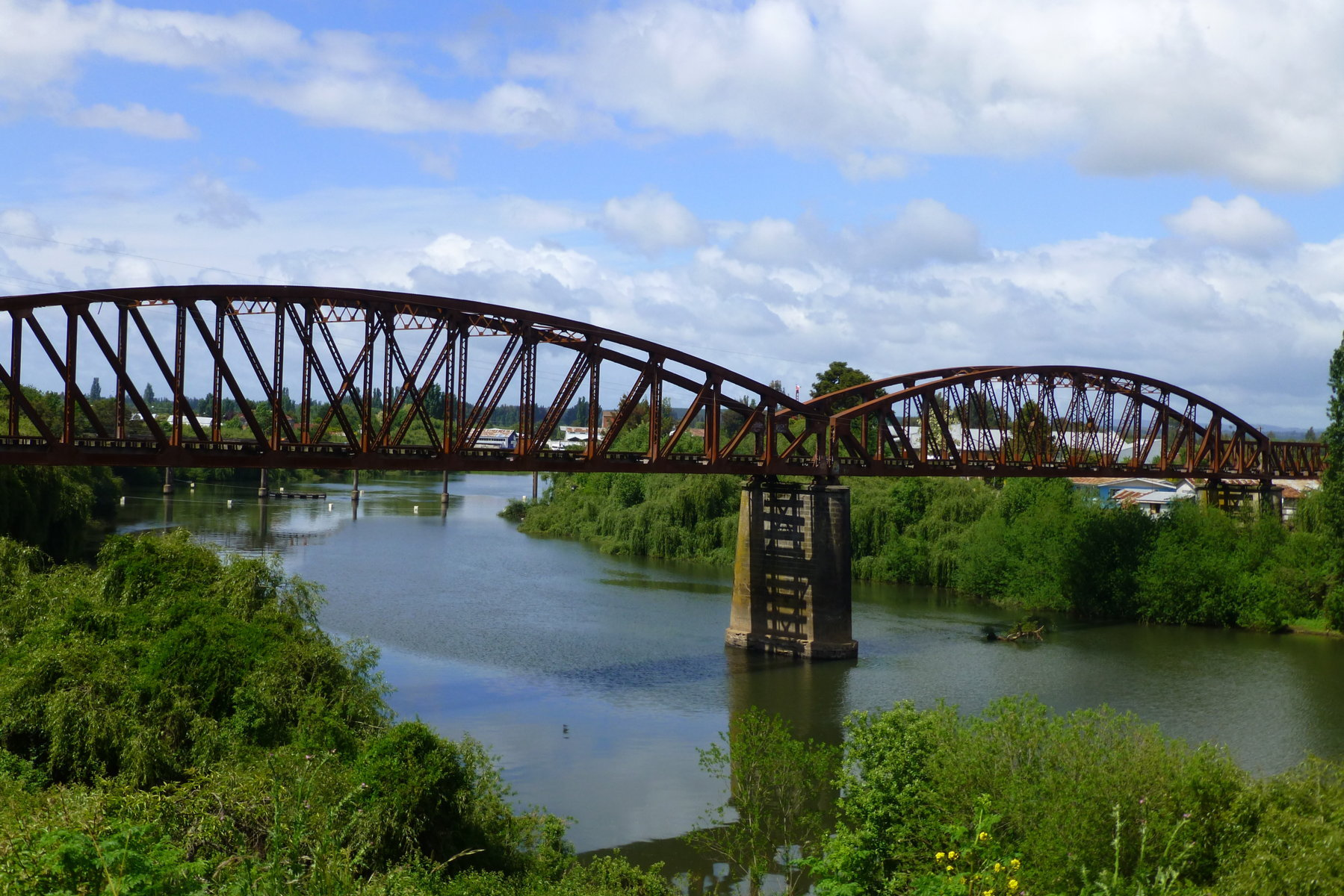
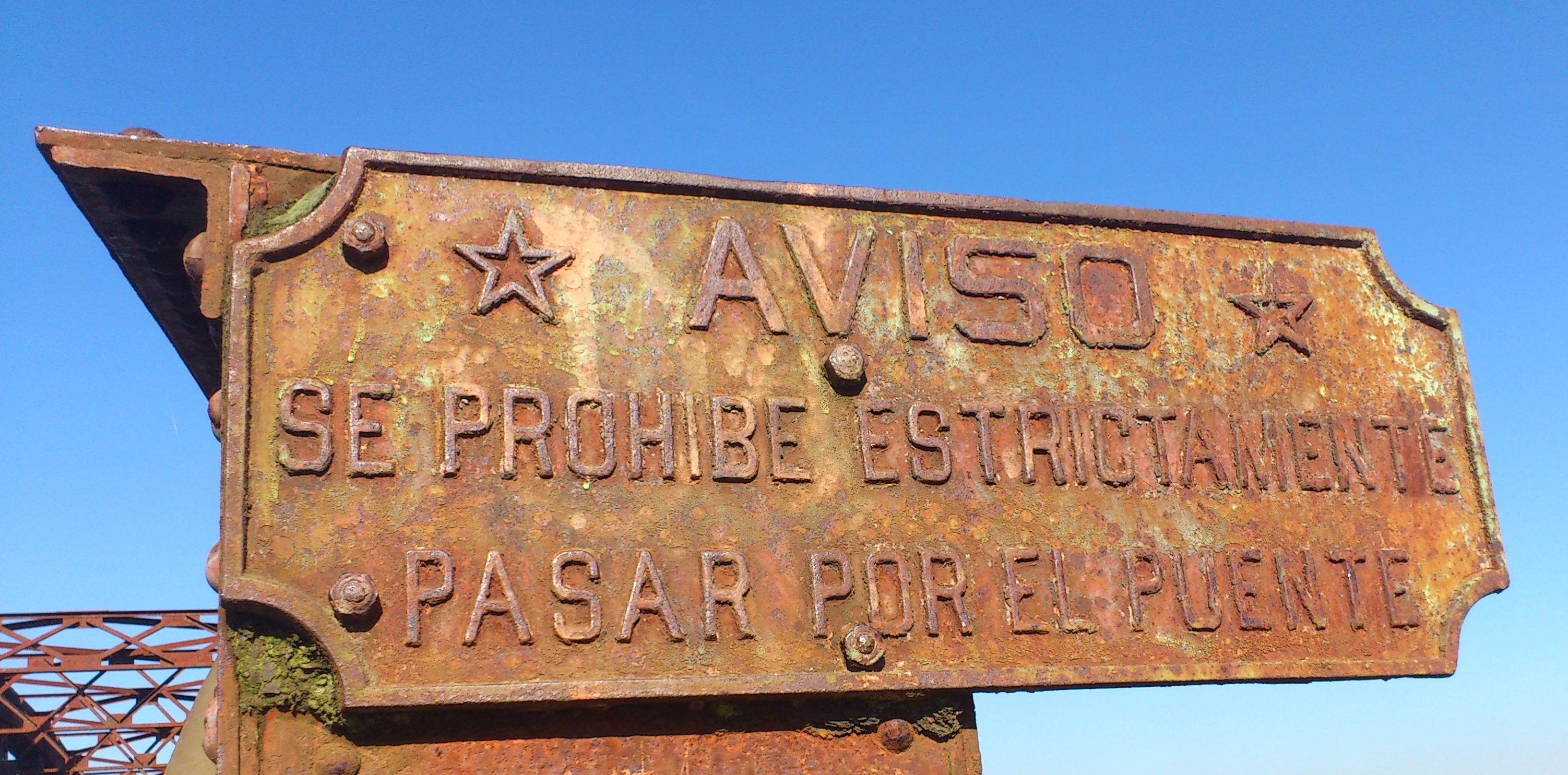